# Ненавидящий полицейских (фильм)
«Ненавидящий полицейских» (англ. Cop Hater) — нуаровая полицейская драма режиссёра Уильяма Бёрка, который вышел на экраны в 1958 году.
Фильм основан на романе «Ненавидящий полицейских» (1956) писателя Эда Макбейна, первом в серии книг о 87-м полицейском участке крупного американского города, предположительно, Нью-Йорка. Фильм рассказывает о расследовании серии убийств полицейских, которое ведут детективы участка Стив Карелли (Роберт Лоджа) и Майк Магуайр (Джеральд О’Лафлин), одновременно пытаясь обустроить свои личные жизни. Когда убийца расправляется с Макгуайром и добирается до подруги Карелли, тот успевает остановить его, выясняя всю правду о преступлениях.
Фильм получил смешанные отзывы критики. Некоторые посчитали, что он получился заметно слабее романа, по которому был поставлен. Другие критики заключили, что фильм близок роману и удачно доносит присущую ему напряжённость, характерный слэнг и знойную атмосферу большого города, хотя по своим скромным производственным качествам скорее напоминает эпизод полицейского сериала.

## Сюжет
Жарким летом в Нью-Йорке детектив 87-го полицейского участка Билл Рирдон (Алан Бергнан) просыпается рано утром, гладит спящего ребёнка, целует жену и отправляется на службу. Недалеко от дома на пустынной улице кто-то стреляет ему в спину, убивая на месте. Несколько часов спустя в участке начальник детективного отдела, лейтенант Бирнс (Расселл Харди) собирает подчинённых, страстно призывая их найти убийцу Билла и выражая уверенность в том, что дело будет раскрыто в ближайшее время. Непосредственное руководство расследованием он поручает детективу Стиву Карелли (Роберт Лоджа). Так как смена Стива уже закончена, он передаёт дела своему напарнику Майку Магуайру (Джеральд О’Лафлин), а сам приезжает домой к своей девушке, обаятельной Теодоре «Тедди» Франклин (Эллен Паркер). Тедди глухонемая и работает дома журнальным художником. Её очень расстраивает известие о гибели Билла, и они выпивают в память о погибшем и целуются. После этого Стив отменяет их завтрашний поход на пляж и снова уезжает на работу. Тем временем Майк приезжает домой к некому Фрэнку Кларку (Алан Мэнсон), который по оперативной информации пару дней назад размахивал на улице тем же типом оружия, с помощью которого было совершено убийство. Выясняется, однако, что Кларк только вчера женился и проводит брачную ночь с женой. У него действительно есть наградной пистолет 45-го калибра, который он получил а армии, однако при этом у него нет пуль. Забрав оружие на экспертизу, Майк уходит, уверенный в том, что Кларк не убивал Билла. Позднее вечером в баре Стив и Майк обсуждают результаты дня, понимая, что пока ни по одной из линий расследования они не добились успеха, и решают обратиться к помощи платных информаторов. Поздно вечером Майк приезжает домой к своей сексуальной красавице-жене Элис (Ширли Баллард), которая томится от скуки и страдает у окна от удушающей летней жары. Элис выражает мужу недовольство его постоянными задержками на работе, заявляя, что его желание быть героем разрушает их жизнь. Когда Майк пытается обнять и поцеловать жену, она злобно от него отстраняется.
На следующий день в глухом переулке убивают напарника Билла, детектива Дейва Фостера (Линкольн Килпатрик), который также работал по этому делу. На месте убийства в пыли Стив и его люди находят гильзы от патронов 45-го калибра, а также отпечаток ботинка, однако других улик нет. Выясняется также, что из пистолета Кларка не убивали Билла, и подозрение с того снимают окончательно. Детективы отдела, отработав все наводки, не знают, за что зацепиться. В участке газетный репортёр Хэнк Миллер (Джин Миллер) пытается добиться от Бирна каких-либо подробностей о ходе расследования. Репортёр предлагает, что это могло быть делом рук банды, однако Бирнс отрицает это, полагая, что это дело рук одиночки, возможно, сумасшедшего, мотивы которого не ясны. Тем временем после проработки всех владельцев пистолетов 45-го калибра остаётся два возможных подозреваемых — это Лу Ортис (Томас Нелло) и Оливер Фланаган. Платный информатор Дэнни (Винсент Гардения) сообщает Стиву, что пьяный Лу Ортис сейчас находится в заведении «Мамы Люси». Стив приезжает к Маме Люси (Мириам Голдина), с которой хорошо знаком. Она посылает его в комнату наверху, где детектив обнаруживает мертвецки пьяного, спящего Ортиса и его жену (Кейт Харкин), которая утверждает, что Ортис пребывает в таком состоянии уже четыре дня.
Тем временем в местном баре Миллер подсаживается к Рипу (Гленн Кэннон), члену молодёжной уличной банды «Гроверс», пытаясь выяснить, есть ли у банды оружие 45-го калибра, что вызывает у парня гнев. Заявив, что «Гроверс» не имеют проблем с копами, он тут же уходит и звонит кому-то по телефону. Позднее Стив и молодой детектив Клинг (Уильям Нефф) расстаются около того же бара, куда Клинг после работы заходит выпить. Уставший Майк возвращается домой, сообщая Стиву по телефону, что у Фланагана алиби, так как он уже несколько дней находится в больнице. Вскоре появляется Элис, которая ходила по магазинам. Она демонстрирует Майку свой сексуальный купальник, после чего он берёт её на руки, целует и уносит в спальню. Тем же вечером, когда Клинг выходит из бара, на него нападает банда «Гроверс» и начинает его избивать. Когда раздаётся выстрел, банда разбегается. Ночью полиция вылавливает всех членов банды и доставляет их в участок. От лица банды её главарь Джо Санчес по прозвищу Мамзер (Джерри Орбах) объясняет, что они не желают проблем с полицией. На Клинга же «гроверсы» напали по ошибке, приняв его за газетчика, который что-то вынюхивал по поводу оружия, и их взбесила его попытка связать их с убийствами копов. Газетчик и Клинг примерно одного возраста и телосложения, и были одеты в схожие светлые костюмы без галстука. Санчес заявляет, что они хотели только избить газетчика, однако когда он попытался достать свой пистолет, в него выстрелили из самострела. При этом Мемзер отказался назвать имя стрелявшего. Приняв объяснения, Бирнс тем не менее задерживает всю банду до тех пор, пока не будет пойман реальный убийца. На следующий день Стив и Майк допрашивают человека, который ночью был задержан за стрельбу в пьяном виде по фонарям из пистолета 45-го калибра, но ни рисунок подошвы на обуви, ни оружие не совпадают с данными, полученными с места преступления, и его отпускают. Тем временем нашли и задержали члена банды «Гроверс», который выстрелил из самострела в Клинга. Вечером Майк предлагает Стиву снять стресс после напряжённой работы и пойти развлечься вместе с Тедди и Элис. Сначала они выпивают и танцуют у Майкла дома, в ожидании, когда соберётся Элис, а затем идут в ресторан, где Стив объявляет, что через две недели они с Тедди поженятся, после чего он отправится в отпуск.
На следующее утро потерявший терпение Бирнс отчитывает подчинённых за безрезультатную работу в течение недели и объявляет, что если они не раскроют убийство полицейского, он подаст в отставку. Вечером после работы, когда Майк идёт домой, его останавливает человек с просьбой прикурить. Когда человек достаёт оружие, Майк успевает в него выстрелить и свалить на землю, однако его противнику удаётся выстрелить в Майка в упор, убив на месте. Позднее тем же вечером Стив обсуждает с криминалистами улики, которые получены с места убийства Майка. Под ногтями, в руках и на одежде Майка остались фрагменты кожи и волос убийцы, а также следы крови в результате ранения преступника. На основании анализа этих улик эксперты заявляют, что убийцей является белый, мужчина крепкого телосложения в возрасте до 50 лет, который, возможно, работает механиком на металлургическом заводе, так как в его волосах найдены крошки высококачественной стали. По мнению экспертов, ранение, которое получил убийца, не серьёзное, и он сможет обойтись без помощи врачей. Злой и нервный Стив приходит к Тедди, чтобы немного успокоиться. Он пытается разгадать логику преступника, который убил трёх полицейских из одного участка, которых однако не связывало ничего ни по работе, ни в личной жизни. Затем он направляется к Элис, чтобы сообщить ей о смерти мужа. Во время разговора Элис требует сообщить, что было сделано, чтобы найти убийцу Майка, на что Стив уверяет её, что задействованы все имеющиеся у них силы. Одновременно он высказывает предположение, что, возможно, убийцей является психически больной человек, который испытывает патологическую ненависть к копам.
На следующий день в участке Миллер просит у Стива извинения за случай с Клингом, который он невольно спровоцировал, и приглашает в знак примирения угостить его выпивкой в ресторане Мамы Люси. После нескольких стаканов Стив расслабляется и начинает рассказывать о Тедди, а также сообщает, что у руководства нет версии убийств. У него же есть одна идея, которой он поделился пока только с Тедди, после чего по просьбе журналиста Стив называет её полное имя и домашний адрес. Утром в участке разъярённый Бирнс вызывает Стива с требованиями объяснений по поводу статьи Миллера на первой полосе, в которой говорится, что полиция не в состоянии раскрыть убийство своими силами, в то время как у Стива есть идея о том, кто является убийцей, которой он поделился со своей подружкой. Когда Стив выясняет, что Миллер упомянул в статье Тедди и её адрес, он стремительно убегает. Тем временем Тедди в своей квартире только что приняла душ, и в этот момент над дверью замигала лампочка, заменяющая дверной звонок. Думая, что это Стив, она открывает дверь, однако на пороге оказывается человек, который представляется как Мерсер (Хэл Риддл), с пистолетом 45-го калибра в руке. Мерсер требует сообщить ему, когда вернётся Стив, но Тедди показывает ему жестами, что не может говорить, а Стив будет дома лишь через несколько часов. Мерсер решает дождаться Стива в квартире, до того времени собираясь поразвлечься с Тедди. Он заявляет, что убьёт сначала Тедди, а затем и Стива. Когда Мерсер набрасывается на Тедди, она толкает его ногой и отбегает в угол комнаты. В этот момент в квартиру врывается Стив, который хватает Мерсера и несколько раз сильно бьёт его, а затем прижимает к полу. После жестокого избиения Мерсер сознаётся, что главной его целью был Майк, а двух других копов он убил только для того, чтобы сбить с толку следствие. После того, как Стив бьёт Мерсера головой об пол, тот сознаётся, что его уговорила на это убийство Элис. Позднее в участке Элис в шикарном белом костюме даёт показания, что хотела уйти от Майка, но он не отпускал её, и тогда она избавилась от него, так как возненавидела его за его жалкие заработки и постоянные задержки на работе. Она говорит, что ненавидит копов и требует адвоката, убеждённая в том, что «никакие присяжные не устоят против её ног».

## В ролях
- Роберт Лоджа — детектив Карелли
- Джеральд О'Лафлин — детектив Макгуайр
- Эллен Паркер — Тедди, девушка Карелли
- Ширли Баллард — Элис, жена Магуайра
- Расселл Харди — детектив, лейтенант Бирнс
- Хэл Риддл — Ненавидящий полицейских, убийца
- Уильям Нефф — Клинг, начинающий коп
- Джин Миллер — репортёр Миллер
- Винс Гардения — Дэнни
- Джон Герстад — техник в лаборатории
- Ральф Стэнли — детектив Уиллис
- Глен Кэннон- Рип, член банды
- Джерри Орбах — Мамзер, главарь банды
- Стив Франкен — мужчина в «строю опознания»

## Создатели фильма и исполнители главных ролей
Как отметил киновед Брюс Эдер, «Иван Хантер, также хорошо известный под именем Эд Макбейн, признавал, что свои полицейские процедуралы он писал под влиянием радиошоу „Облава“ (1951—1959)». Этот подход он использовал и при написании романа «Ненавидящий полицейских» (1956), показав из первых рук работу 87-го участка полицейского управления безымянного города, напоминающего Нью-Йорк. На протяжении последующих 50 лет Макбейн написал ещё более 50 романов о 87-м участке, героями которых становились разные сотрудники участка.
По романам Хантера (Макбейна) вышли также фильм «Сбытчик» (1960), телесериал NBC «87-й участок» (1961—1962), фильм «Недотёпы (Легавый)» (1972) с участием Берта Рейнольдса и Ракель Уэлч, два французских фильма — «Без видимых причин» (1971), режиссёра Филиппа Лабро с Жаном-Луи Трентиньяном в главной роли и «Кровные узы» (1978) Клода Шаброля с Дональдом Сазерлендом, а также три телефильма из цикла «87-й полицейский участок» режиссёра Брюса Пэлтроу.
Как отметил историк кино Кейси Бёрчби, «фильм сделал продюсер-режиссёр Уильям Бёрк — выдающийся по своей плодотворности и во многом забытый специалист по низкобюджетным фильмам». Среди наиболее известных его работ — детективы «Сокол в Мексике» (1944), «Дик Трейси» (1945) и «Приключение Сокола» (1946), фильм нуар «Стрелять на поражение» (1947), приключенческая лента «Джим из джунглей» (1948) и фантастический фильм «Потерянная ракета» (1952).
В 1986 году Роберт Лоджа был номинирован на «Оскар» за роль второго плана в криминальном триллере «Зазубренное лезвие» (1985). Среди других наиболее значимых картин с его участием — «Величайшая из когда-либо рассказанных историй» (1965), «Офицер и джентльмен» (1982), «Лицо со шрамом» (1983), «Честь семьи Прицци» (1985), «День независимости» (1996) и «Шоссе в никуда» (1997). Кроме того, Лоджа играл главные роли в криминальных телесериалах «Кот» (англ. T.H.E. Cat) (1966—1967) и «Манкузо, ФБР» (1989—1990). Джеральд О’Лафлин более всего известен по одной из главных ролей в хитовом полицейском телесериале «Новички» (1972—1976), а позднее — по сериалу «Великий сыщик» (1983—1984) и семейному сериалу «Наш дом» (1986—1988).

## История создания фильма
По информации Американского института киноискусства, «Ненавидящий полицейских» был «первым из многочисленных детективных романов о 87-м участке, которые написал Эван Хантер (под псевдонимом Эд Макбейн), а также первым из тех, которые были экранизированы. Хотя действие романов происходит в вымышленном крупном американском городе, действие большинства фильмов происходит в Нью-Йорке. В центре внимания большинства книг находится группа нестандартных детективов, таких как Стив Карелла (в фильме — Карелли), его глухонемая жена Тедди и начальник участка лейтенант Бирнс, романы сочетают изобретательные преступления с повседневными, а порой и юмористическими событиями из жизни 87-го участка».
Фильм снимался на натуре в Нью-Йорке.

## Оценка фильма критикой

### Общая оценка фильма
После выхода фильма на экраны кинообозреватель «Нью-Йорк таймс» Говард Томпсон дал ему невысокую оценку, отметив, что «он напоминает театральную постановку, что его почти разрушает». Ему не удаётся добиться ни таинственности, ни ощущения беды. По мнению критика, «самой сильной стороной этой рутинной, кустарной маленькой мелодрамы является наличие сравнительно большого числа свежих лиц». В остальном же «этот снятый на натуре сравнительно малобюджетный фильм практически растерял аромат, драйв и напряжение блестящего детективного романа Эда Макбейна».
Современный киновед Брюс Эдер назвал картину «новым типом полицейского триллера, как и книга, по которой он был сделан, была новым типом полицейского романа». По сравнению с книгой фильм «немного более сконцентрирован на детективе Стиве Карелли», но вместе с тем «сохраняет почти 90 процентов содержания романа, включая значительную часть диалога, часть которого (для кино) поразительно груба. Немного приглушены или удалены были только прямые указания на секс и связанные с ним вопросы». Благодаря своему визуальному решению «фильм ещё в большей степени, чем книга Макбейна», показывает влияние «Облавы», дополняя картину «суровой обстановкой Нью-Йорка, в которую с поразительным мастерством введены такие реальности городской жизни конца 1950-х годов, как уличные банды». Кроме того, «фильм также с огромным успехом передаёт ощутимое разочарование своей жизнью полицейских детективов, а также такие случайные (но важные) подробности, как сильная жара в Нью-Йорке, которая пробуждает жестокость и напряжённость, а также смесь страха и напряжения, которые пропитывают всё действие».
Как отмечает Бёрчби, «липкая жара нью-йоркского лета нависает над персонажами фильма с той же гнетущей силой, что и паранойя, охватившая манхэттенский участок, когда убийца преследует его офицеров». По мнению критика, «эту экранизацию категории В первого романа Эда Макбейна» отличают «непретенциозные визуальные решения и прагматичный монтаж», что «позволяет Берку сосредоточиться на саспенсе и сохранить верность персонажам Макбейна». По мнению Майкла Кини, «фильм заслуживает просмотра благодаря быстрому ходу действия и доставляющей удовольствие неожиданной концовке, а также хорошей игре Лоджи и О’Лафлина». Деннис Шварц оценил картину как «скромную криминальную драму», которая «хотя смотрится вполне неплохо, но всё-таки больше похожа на продукцию для телеэкрана, чем для кинотеатров».

### Оценка работы режиссёра и творческой группы
По мнению Томпсона, «сценарист Генри Кейн пытается передать атмосферу участка в крупном городе, но неумелая режиссура Уильяма Берка, который также был продюсером, искусственно ослабляет остроту сюжета, даже несмотря на сохранение его изначальной потрясающей развязки».
Бёрчби отметил, что для обеспечения кассы Берк явно использовал такие «эксплуататорские аспекты кинопроизводства, как секс и насилие». По словам критика, в фильме «есть несколько сцен, которые могли бы и не пройти цензуру в 1958 году, если бы картину делала какая-либо крупная студия. Среди них эпизод с участием невесты Карелли, которая выходит из душа, и ей угрожают изнасилованием. Кроме того, в картине есть несколько умеренно пикантных моментов с участием Ширли Баллард в роли одинокой гламурной жены Магуайра».

### Оценка актёрской игры
Томпсон полагает, что игра «Роберта Лоджи, Джеральда О’Лафлина, Ширли Баллард и других, за исключением Расселла Харди, по какой-то причине довольно неловкая. Такой же получилась и сама картина».
По мнению Эдера, «созданный Робертом Лоджей образ офицера Карелли более эмоциональный, чем зрители ожидали увидеть в такого типа драме», но это даёт возможность показать «несколько хороших словесных перепалок между различными персонажами». Как далее пишет Эдер, «присутствие Лоджи, О’Лафлина, Линкольна Килпатрика, Винсента Гардении, Джерри Орбаха и других, главным образом, нью-йоркских актёров, придаёт фильму облик и текстуру эпизода сериала „Обнажённый город“ о полиции Нью-Йорка, который в то время шёл по телевидению, но действие в фильме носит более грязный и жёсткий характер».
Бёрчби выделил «отличную игру Лоджи, который демонстрирует великолепную, хотя и сдержанную харизму в роли Карелли». Как далее пишет киновед, «все актёры второго плана хороши. О’Лафлин особенно убедителен в роли безрадостного парня из рабочего класса (по сравнению с Лоджией, который, возможно, слишком красив для своей роли). Стоит также обратить внимание на Джерри Обраха в роли уличного бандита и Винсента Гардению в роли одурманенного информатора».
Майкл Кини отметил с лучшей стороны работы «Лоджи и О’Лафлина, которые пытаются найти убийцу полицейских, одновременно пытаясь обеспечить счастье своим женщинам», «Харди, который является их боссом, Баллард в роли недовольной жены О’Лафлина и Паркер в роли глухонемой подруги Лоджии».